# Битти (Сардиния)
Битти (итал. Bitti) — коммуна в Италии, располагается в регионе Сардиния, подчиняется административному центру Нуоро.
Население составляет 3481 человек, плотность населения составляет 16,12 чел./км². Занимает площадь 215,88 км². Почтовый индекс — 8021. Телефонный код — 0784.
Покровителем населённого пункта считается святой Георгий Победоносец. Праздник ежегодно празднуется 23 апреля.